# Philippe Koch
Philippe Koch (sinh ngày 8 tháng 2 năm 1991) là một hậu vệ bóng đá người Thụy Sĩ thi đấu cho câu lạc bộ Thụy Sĩ FC St. Gallen.

## Sự nghiệp câu lạc bộ

### FC Zürich
Anh gia nhập đội một của FC Zurich năm 2008 sau khi vượt qua thành công học viện FC Zurich, sau đó anh trai của anh, Raphael Koch gia nhập cùng anh trong đội một năm 2009. Anh ra mắt đội một vào tháng 8 năm 2008 tại Cúp UEFA. Anh là đội trưởng của đội bóng đã vô địch Cúp bóng đá Thụy Sĩ 2013–14 Cúp bóng đá Thụy Sĩ và một lần nữa ở mùa giải 2015–16.

## Danh hiệu
- Giải bóng đá vô địch quốc gia Thụy Sĩ (1):
  - 2008–09
- Cúp bóng đá Thụy Sĩ (2):
  - 2013–14, 2015–16